# Świebodzin
Świebodzin ([ɕfjɛˈbɔd͡ʑin], deutsch Schwiebus) ist eine Kreisstadt im Powiat Świebodziński in der Woiwodschaft Lebus in Polen. Sie hat etwa 22.000 Einwohner und ist Sitz der gleichnamigen Stadt-und-Land-Gemeinde mit etwa 30.000 Einwohnern.

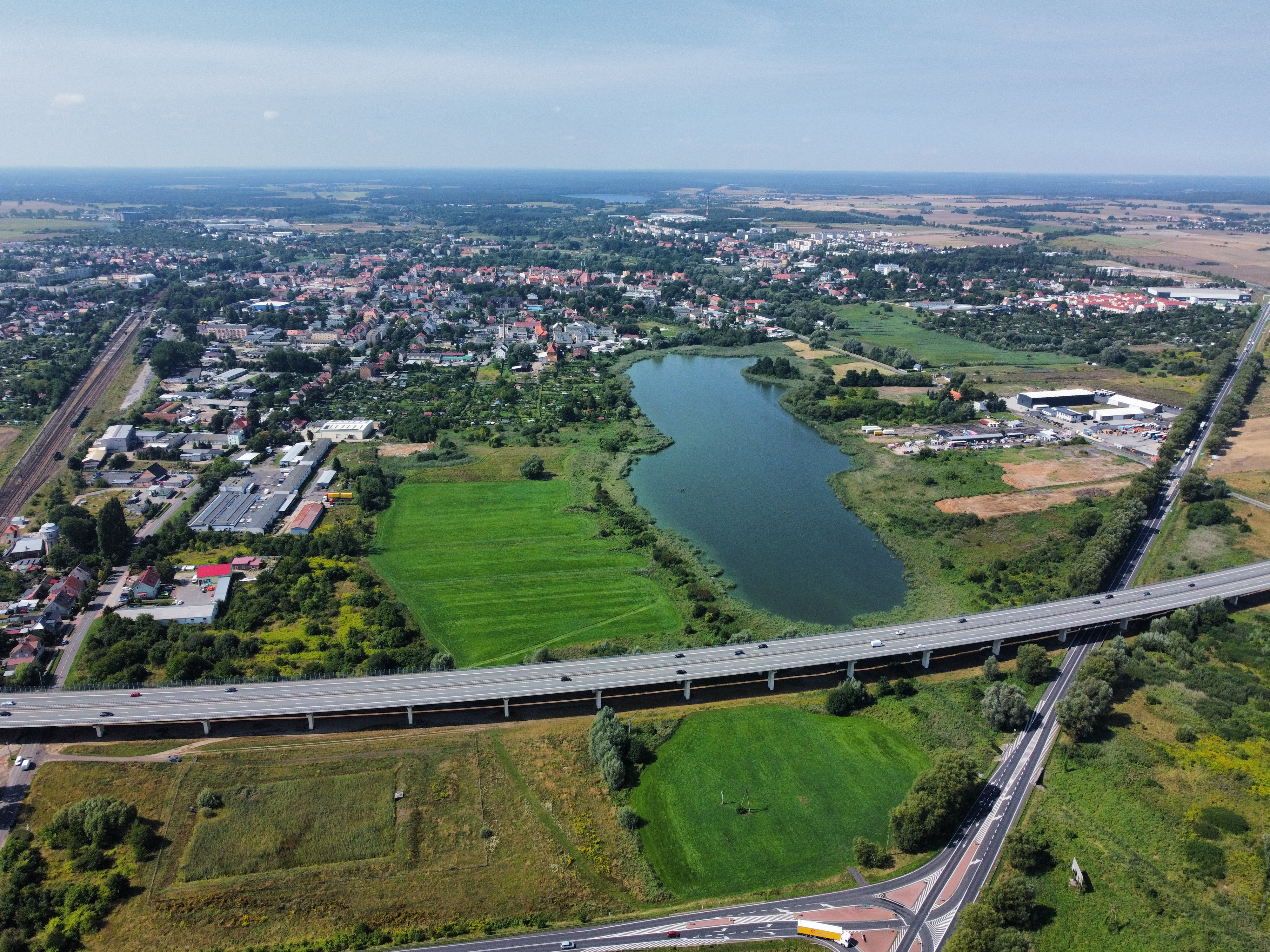
Blick auf die Stadt von Osten

## Lage
Die Kreisstadt liegt in der Woiwodschaft Lebus, historisch aber in Niederschlesien, 69 Kilometer östlich von Frankfurt (Oder) und 38 Kilometer nördlich von Zielona Góra (Grünberg). Westlich der Stadt erstreckt sich die Reppener Heide (Puszcza Rzepińska) und in nächster Nähe befinden sich mehrere kleine Seen.

## Geschichte
Im 4. Jahrhundert siedelten sich in der Gegend Svevier (Sueben) an, die den Ort Swebyssen gegründet haben sollen. Als Konrad von Masowien im 13. Jahrhundert von den Pruzzen bedrängt wurde und die Johanniter-Kreuzritter um Beistand bitten musste, räumte er ihnen 1228 als Gegenleistung die Ortschaft Schwiebus samt Zubehör ein. Die Ordensritter beeilten sich, die Ortschaft mit einer Stadtmauer zu umgeben. Als Stadt wurde Schwiebus in der ersten Hälfte des 13. Jahrhunderts urkundlich erwähnt.
Die Stadt durchlebte in den folgenden Jahrhunderten eine wechselvolle Geschichte. Schwiebus war im 17. Jahrhundert Hauptort eines gleichnamigen Kreises, den Kaiser Leopold I. 1685 dem Kurfürsten Friedrich Wilhelm von Brandenburg als Vergünstigung für die eingezogenen schlesischen Fürstentümer Liegnitz, Brieg und Wohlau übertrug. Der Kaiser ließ sich die Herrschaft Schwiebus jedoch vom Nachfolger des Kurfürsten, Markgraf Friedrich III. von Brandenburg, wieder zurückgeben, um sie 1694 dem Herzogtum Glogau zuzuschlagen, dem sie bis zur Abtretung an Preußen 1742 angehörte.
Ab 1849 war das königliche Kreisgericht Züllichau das zuständige Gericht. In Schwiebus war eine Zweigstelle (Gerichtskommission) eingerichtet. Von 1879 bis 1945 bestand das Amtsgericht Schwiebus.

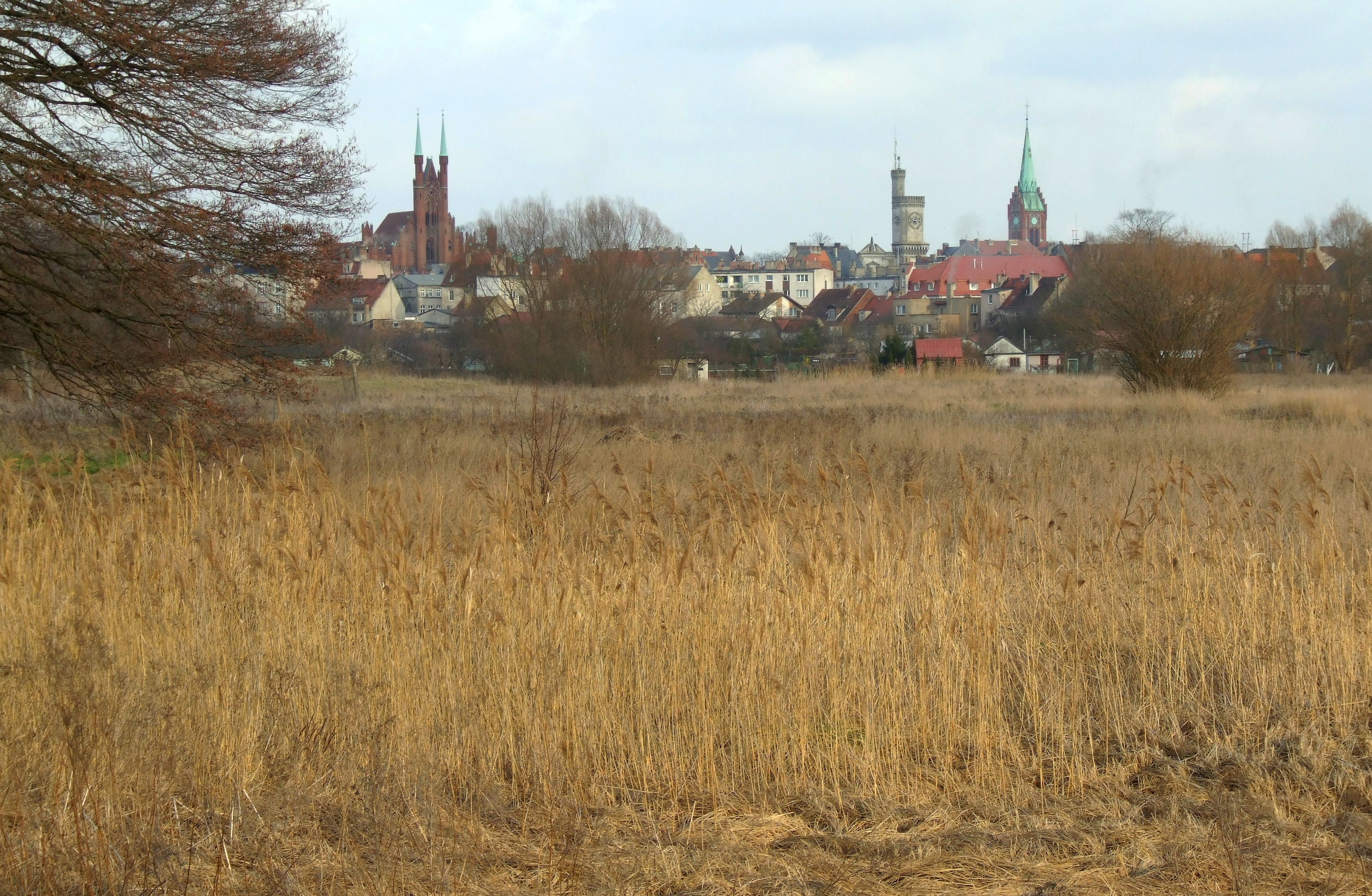
Stadtpanorama mit St. Michael, Rathaus und Marienkirche
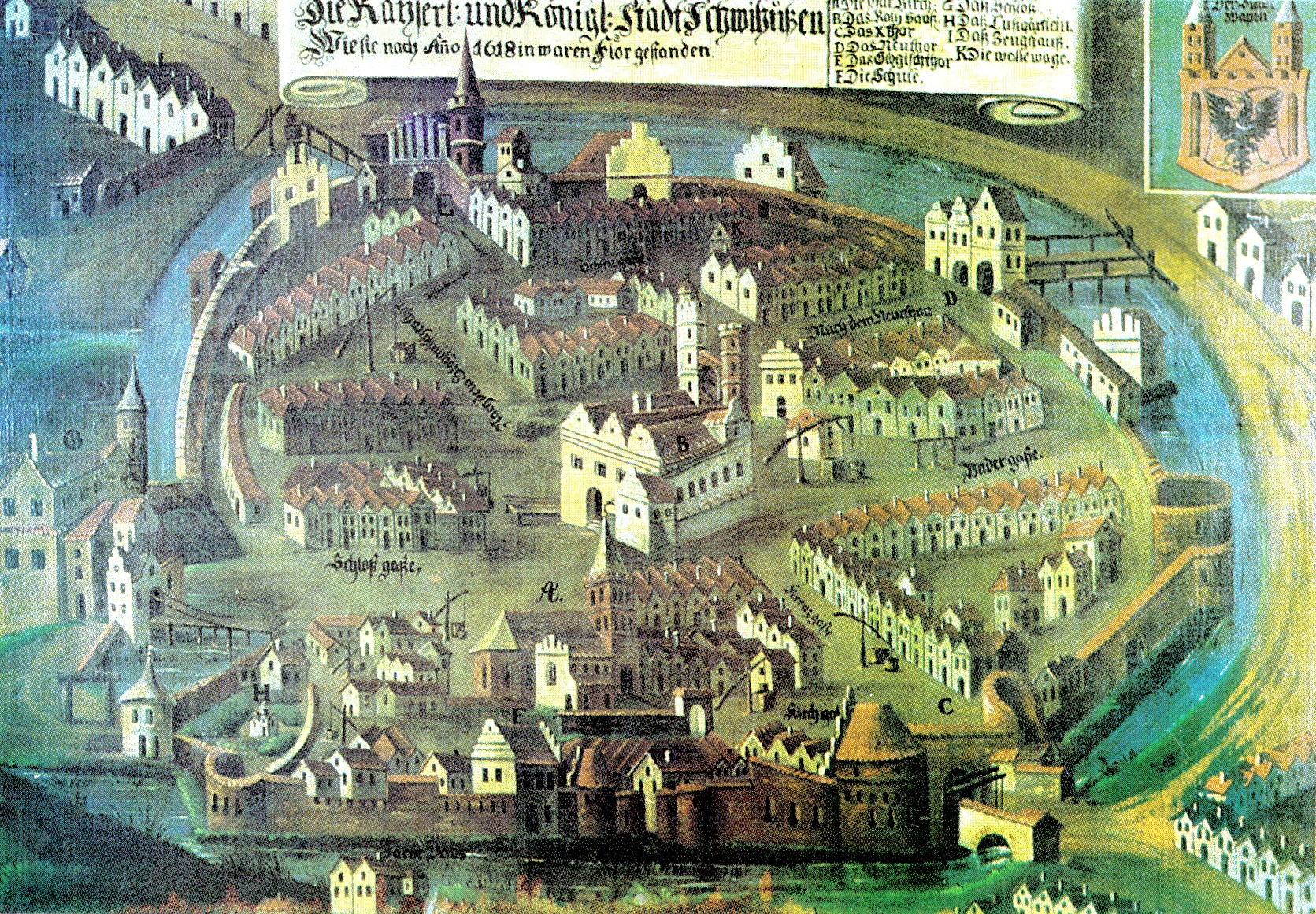
Schwiebus um 1618
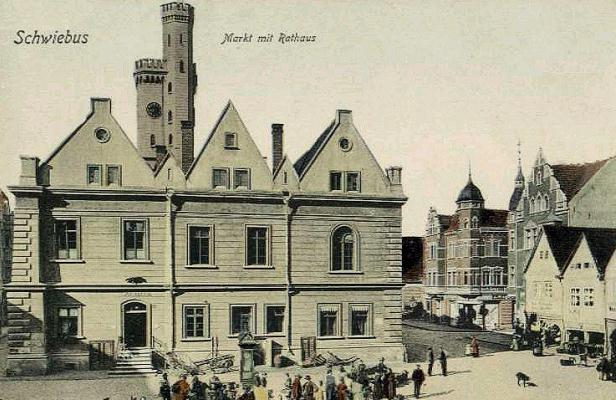
Rathaus der Stadt Schwiebus um 1900
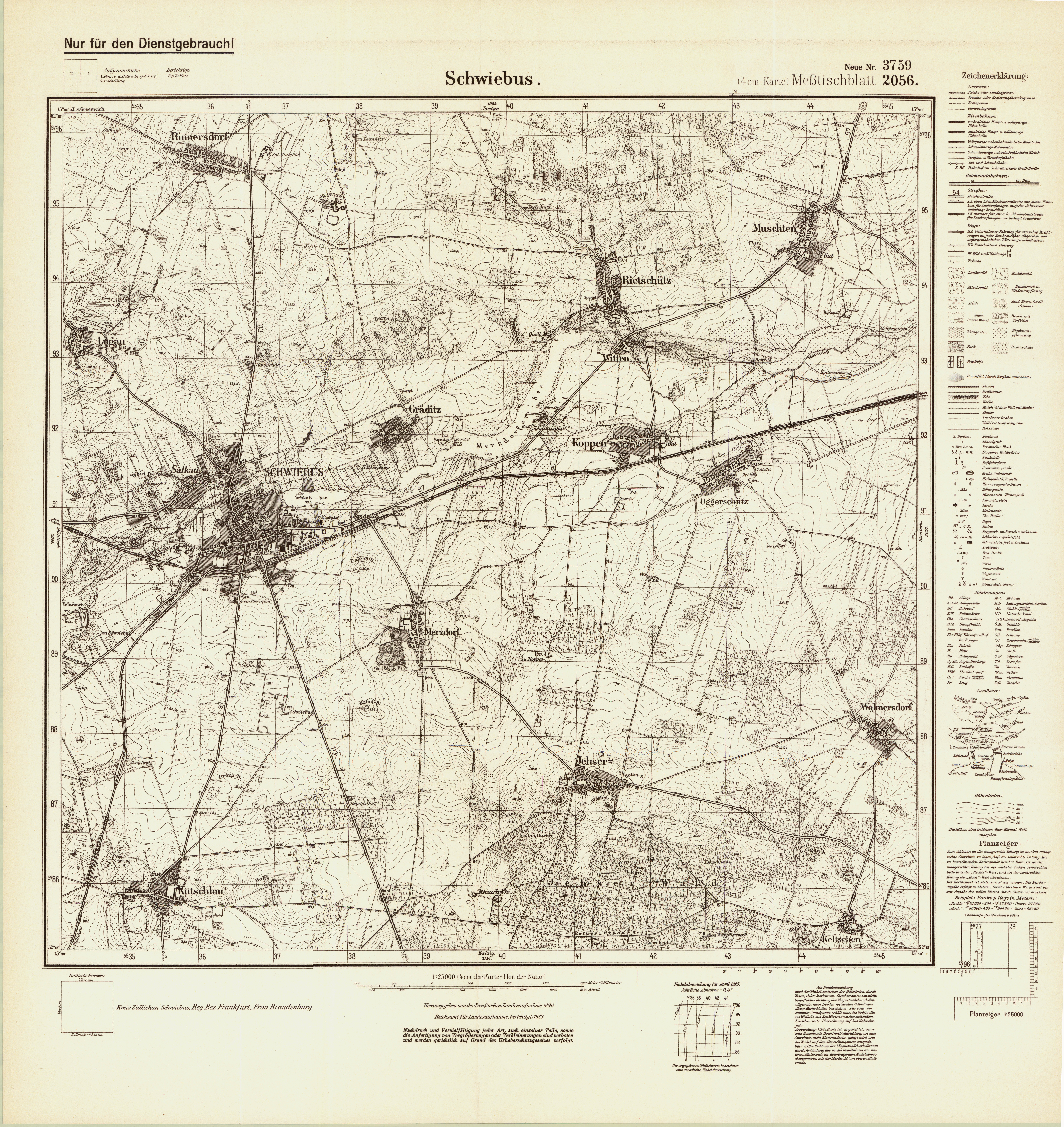
Messtisch-Blatt von 1933

1945 gehörte Schwiebus zum Landkreis Züllichau-Schwiebus im Regierungsbezirk Frankfurt der Provinz Brandenburg.
Am Ende des Zweiten Weltkriegs kam es bei der Eroberung der Stadt durch die Rote Armee im Februar 1945 zu erheblichen Zerstörungen. Bald danach unterstellte die Rote Armee die Stadt der Verwaltung der Volksrepublik Polen. Diese begann in Schwiebus nach der vollständigen Vertreibung der Einwohner aus einem 100 bis 200 Kilometer breiten Streifen östlich von Oder und Neiße durch die Polnische Volksarmee im Juni/Juli 1945 auch in Schwiebus mit dessen Neubesiedlung mit Polen. Schwiebus wurde in Świebodzin umbenannt.

## Einwohnerzahlen
Tabelle der Einwohnerzahlen von Schwiebus in den Jahren 1787–1945 und von Świebodzin anschließend bis 2019:

## Gemeinde
Die Stadt- und Landgemeinde (gmina miejsko-wiejska) Świebodzin erstreckt sich auf einer Fläche von 227,36 km² und gliedert sich neben dem gleichnamigen Hauptort in 23 Ortschaften mit einem Schulzenamt.

## Städtepartnerschaften
Świebodzin pflegt partnerschaftliche Beziehungen zu den drei deutschen Orten Neuenhagen bei Berlin und Herzberg (Elster) in Brandenburg sowie Friesoythe in Niedersachsen.

## Verkehr
Der Berlin-Warszawa-Express (EuroCity) der PKP Intercity und der DB Fernverkehr macht zur Zeit täglich sechsmal Station am Bahnhof Świebodzin, denn die Kreisstadt Świebodzin liegt an der Bahnstrecke Frankfurt (Oder)–Poznań. Außerdem kreuzen sich hier die Landesstraße 2 (droga krajowa 2) von Frankfurt (Oder) nach Posen und die Landesstraße 3 von Stettin nach Zielona Góra.

## Sehenswürdigkeiten
- Christkönig-Statue, übergroße, 36 Meter hohe Christus-Statue, fertiggestellt am 6./7. November 2010 auf einem 16 Meter hohen Hügel, Gesamthöhe von 52,50 Metern. Sie war bis zur Fertigstellung des Cristo Protetor („Christus, der Beschützer“) in Encantado (Brasilien) im April 2022 die höchste Christusstatue weltweit.[7]
- Sanktuarium der Barmherzigkeit Gottes (Świebodzin), ein noch junges Diözesanheiligtum zur Verehrung der Barmherzigkeit Gottes im Gnadenbild vom Barmherzigen Jesus von Adolf Hyła nach den Beschreibungen der Hl. Faustyna. Die Gründungsgeschichte des Sanktuariums geht auf das Jahr 1987 zurück, als Bischof Józef Michalik während einer kanonischen Visitation Pfr. Sylwester Zawadzki  – dem damaligen Pfarrer der Gemeinde Świebodzin Maria Königin von Polen – den Bau einer Kirche in der entstehenden Wohnsiedlung Łużyckie beauftragte. 1994 weihte Bischof Adam Dyczkowski den Grundstein der Kirche, der aus dem Petersdom in Rom mitgebracht wurde, und errichtete nach fünf Jahren – nach der Weihe durch den Bischof Paweł Socha – die röm.-kath. Pfarrei Barmherzigkeit Gottes. Sein Nachfolger  – Bischof Stefan Regmunt – weihte die Kirche 2008 ein und machte sie gleichzeitig zum Diözesanheiligtum/Sanktuarium der Barmherzigkeit Gottes. Es verweist auf die tausendjährige Geschichte der Kirchenarchitektur in Polen. Das Bild des Barmherzigen Jesus befindet sich im Hauptaltar, im Kirchenschiff befinden sich ein Altar der Hl. Schwester Faustina Kowalska, ihre Reliquien, ein Gemälde der Malerin Jadwiga Streb und die Reliquien der Apostel der Göttlichen Barmherzigkeit – Hl. Johannes Paul I. und Seligen Pfr. Michał Sopoćko – Beichtvater von Hl. Sr. Faustina. In der von Prof. Barbara Bielecka entworfenen Anbetungskapelle brennt – geweiht von Papst Johannes Paul II. – das Feuer der Barmherzigkeit, das aus dem Sanktuarium der Barmherzigkeit Gottes in Łagiewniki gebracht wurde. Im Tempel befindet sich auch eine durch Säulen getrennte Taufkapelle, an deren Wand eine Szene der Taufe Jesu im Jordan zu sehen ist. Die Spitze des zweitürmigen Giebels der Kirche symbolisiert die multikulturelle Geschichte von Świebodzin. Der südliche Turm bezieht sich auf die westliche – hoch aufragende Gotik, während der nördliche – auf die östlichen ovalen Formen der Endstücke der unierten, griechisch-katholischen und orthodoxen Kirchen verweist.
- Rathaus, um 1550 im Renaissancestil erbaut und mit spätgotischen Elementen versehen, im 19. Jahrhundert markanter Turm angefügt
- Spätgotische Pfarrkirche Heiliger Erzengel Michael, 1311 erstmals erwähnt, älteste Teile des Backsteinbaus aus der ersten Hälfte des 15. Jahrhunderts, 1541 erweitert, 1850–1858 Westfassade ergänzt um Vorhalle und hohen Giebel mit Turmspitzen
- Pfarrkirche Heilige Jungfrau Maria, Königin von Polen, 1898–1900 als neogotischer Backsteinbau an Stelle von zwei älteren Fachwerkkirchen errichtet, bauzeitliche Glasfenster erhalten, bis 1945 evangelisch
- Stadtmauer, Fragmente der mittelalterlichen Stadtbefestigung mit drei erhaltenen Türmen/Bastionen, errichtet ab dem Ende des 14. Jahrhunderts aus Feldsteinen und später auch aus Backsteinen, Teile des Festungsgrabens sind noch vorhanden und als Parkanlage gestaltet[8]
- Von dem im 16. Jahrhundert erbauten und im 17. und 19. Jahrhundert umgebauten Schloss der Johanniter ist ein älterer Rest des Südostflügels erhalten, dessen Ursprünge bis ins 14. Jahrhundert zurückreichen. Die Baulichkeiten sind heute in einen Krankenhauskomplex einbezogen.

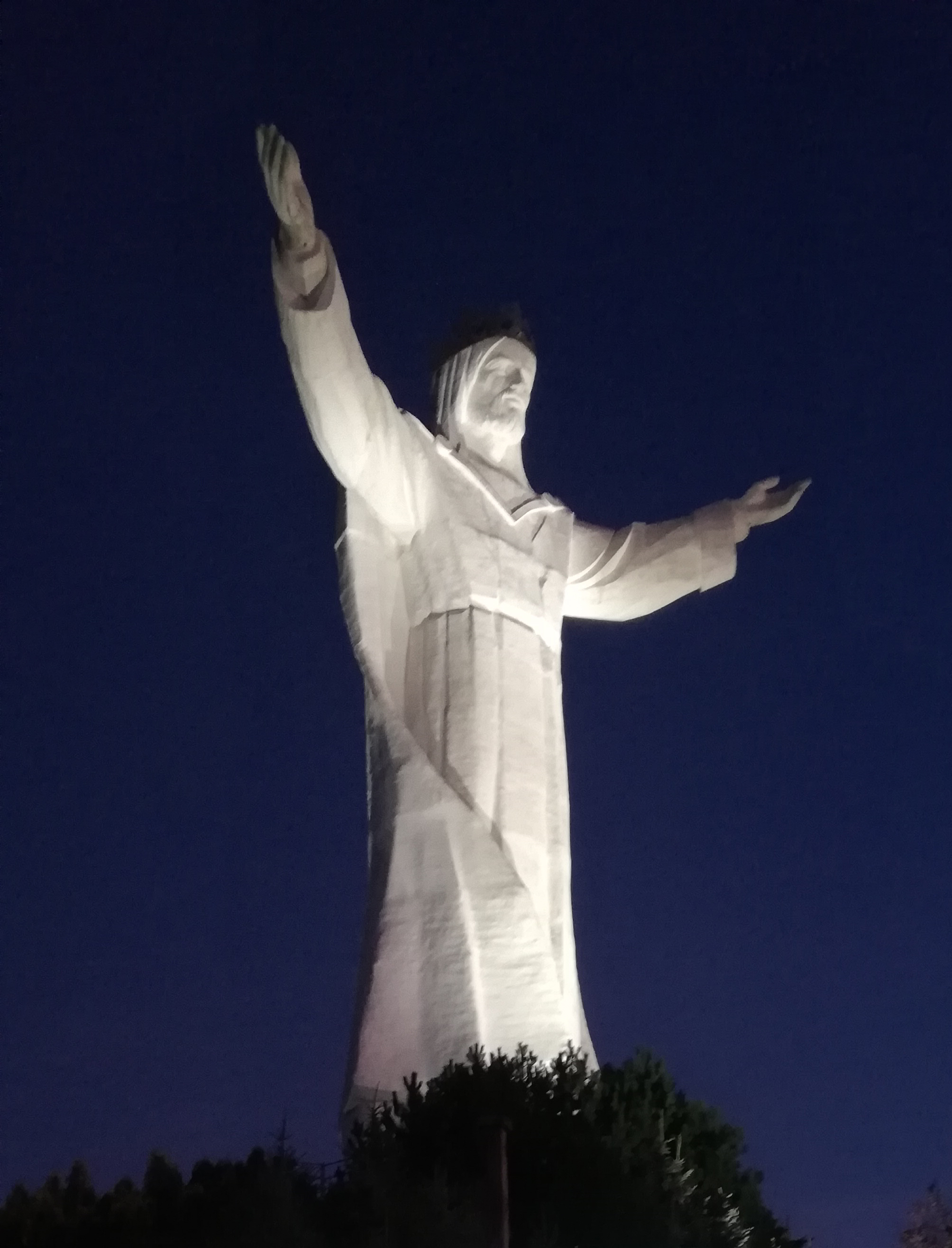
Christkönig-Statue bei Nacht, 2010–2022 die größte Christus-Statue der Welt
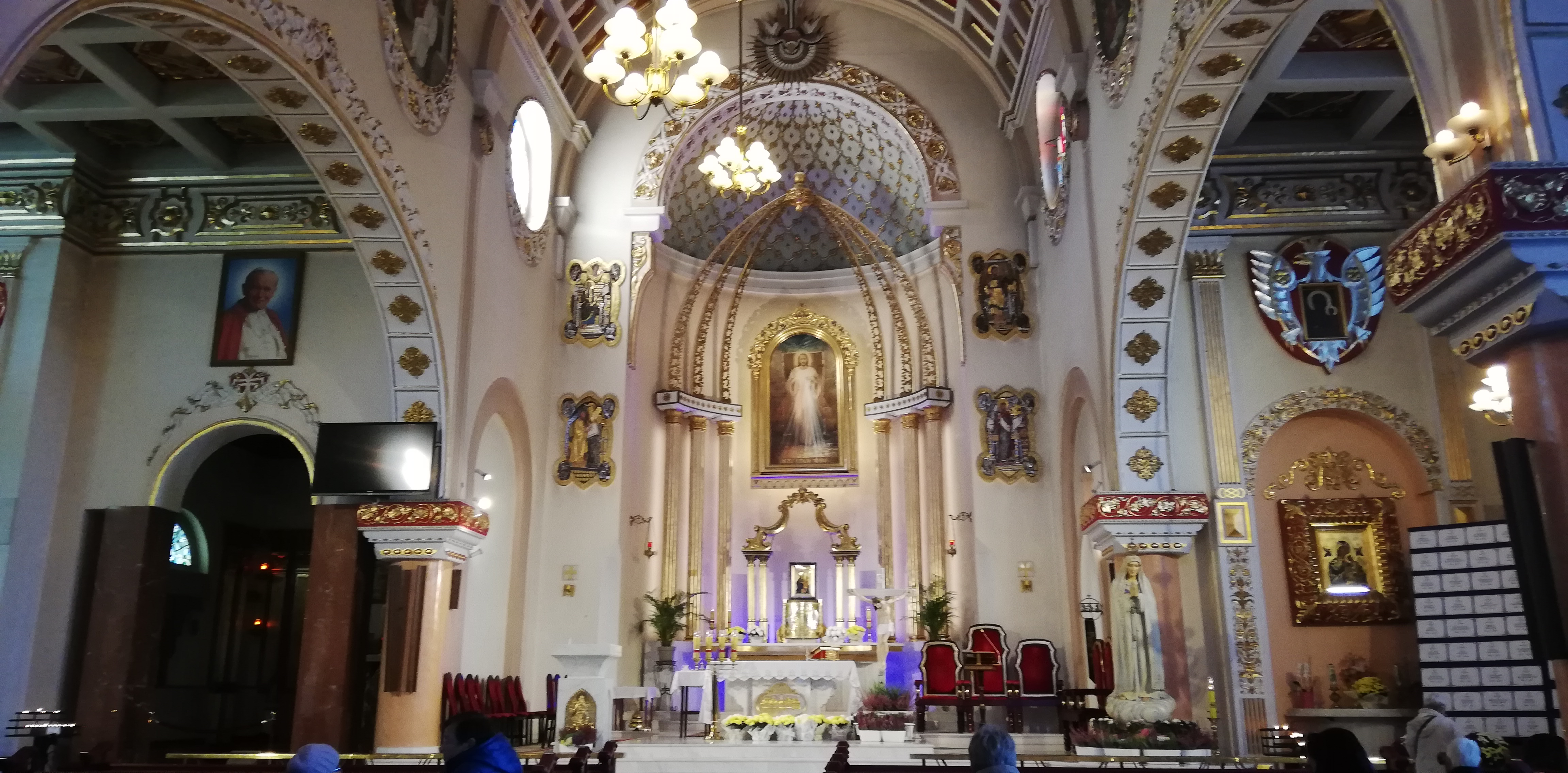
Sanktuarium der Barmherzigkeit Gottes in Świebodzin (seit 2008)
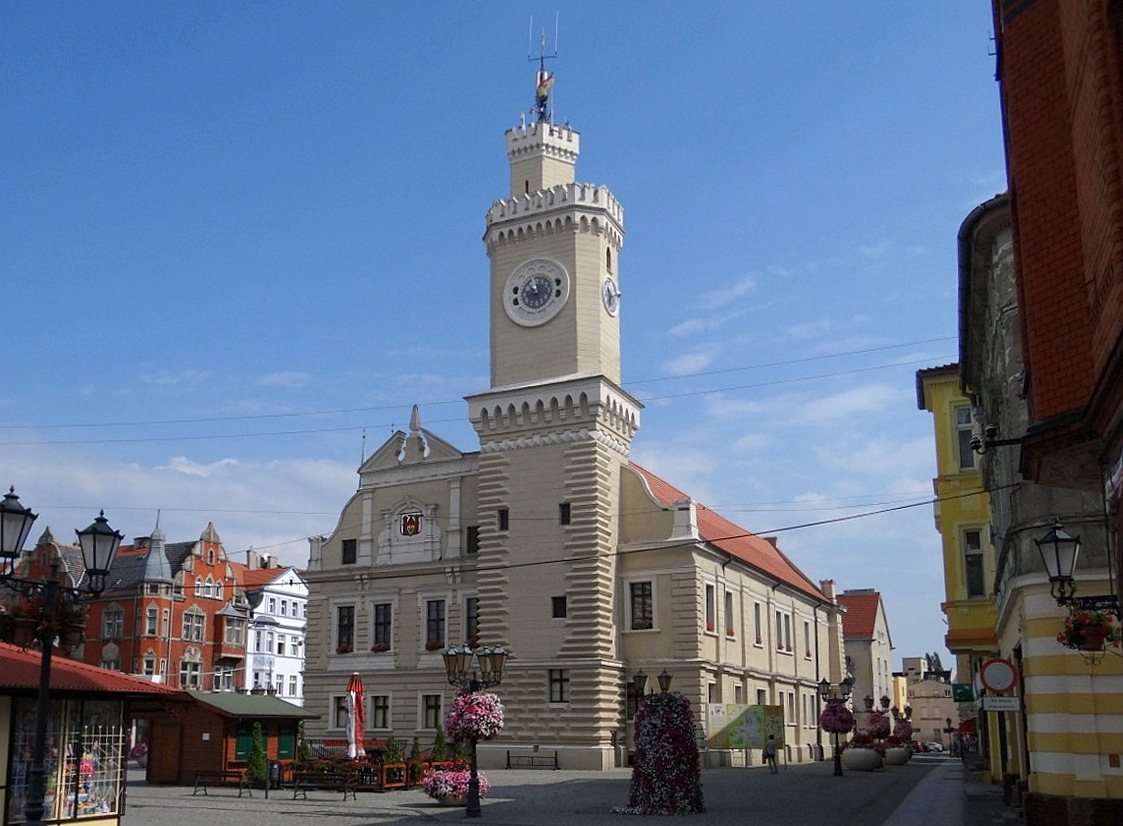
Rathaus am Markt
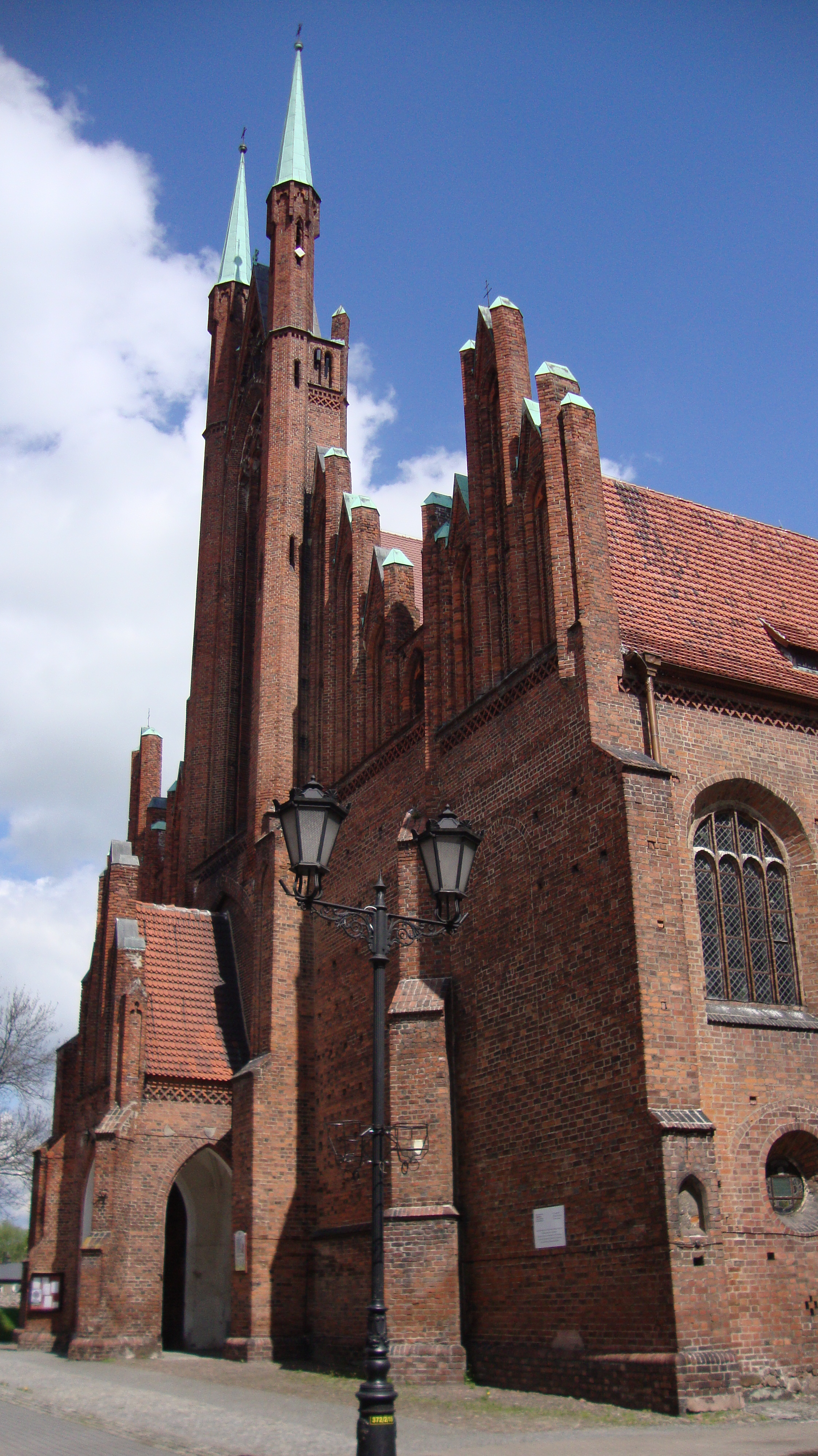
Pfarrkirche des Hl. Erzengel Michael
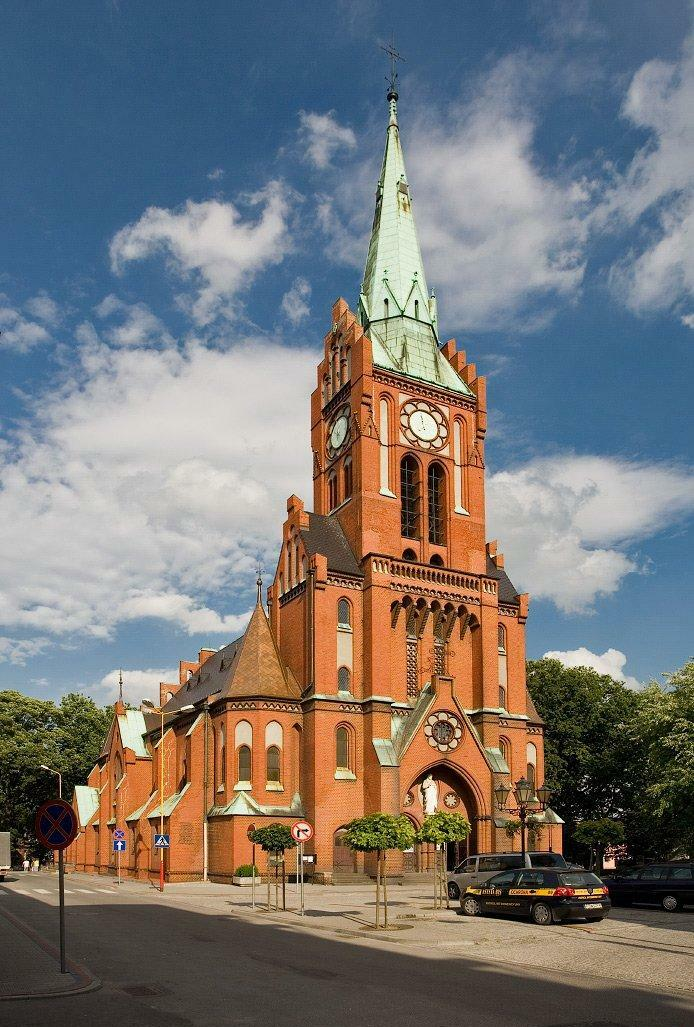
Kirche der Heiligen Jungfrau Maria, Königin von Polen
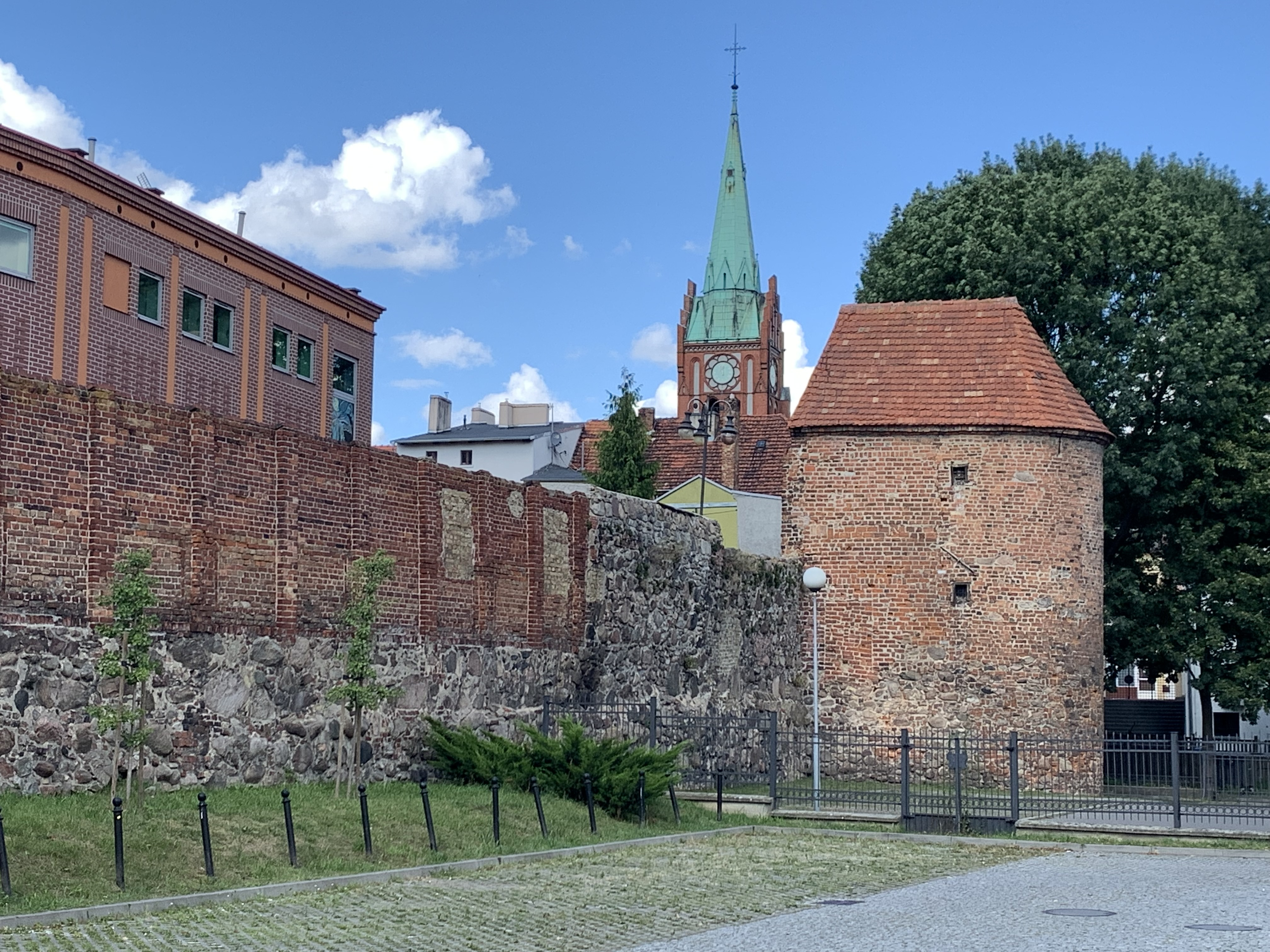
Stadtmauer mit Gefängnisturm, Blick zur Pfarrkirche Heilige Jungfrau Maria, Königin von Polen
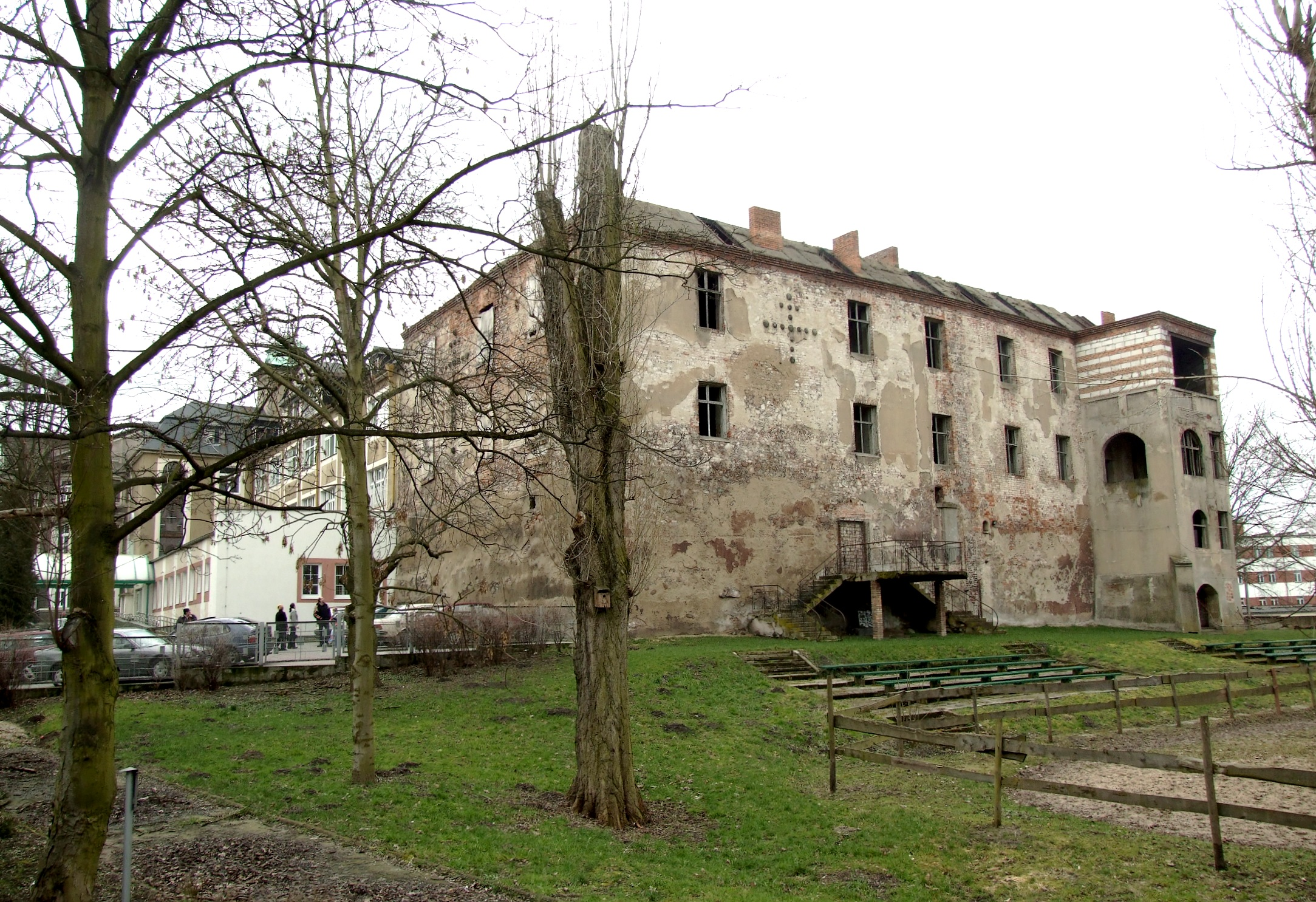
Johanniterschloss
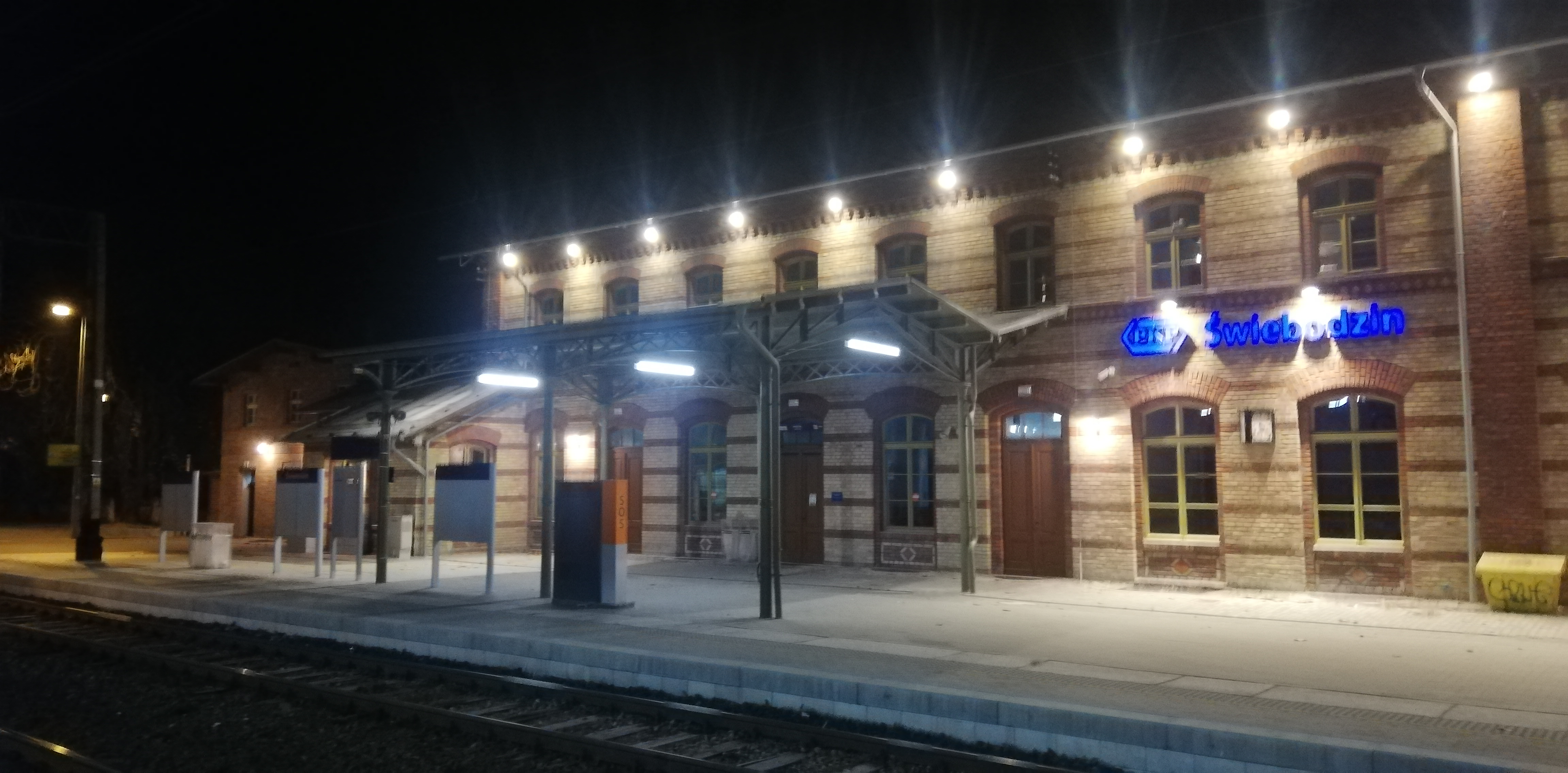
Bahnhof Świebodzin bei Nacht, Nov 2024
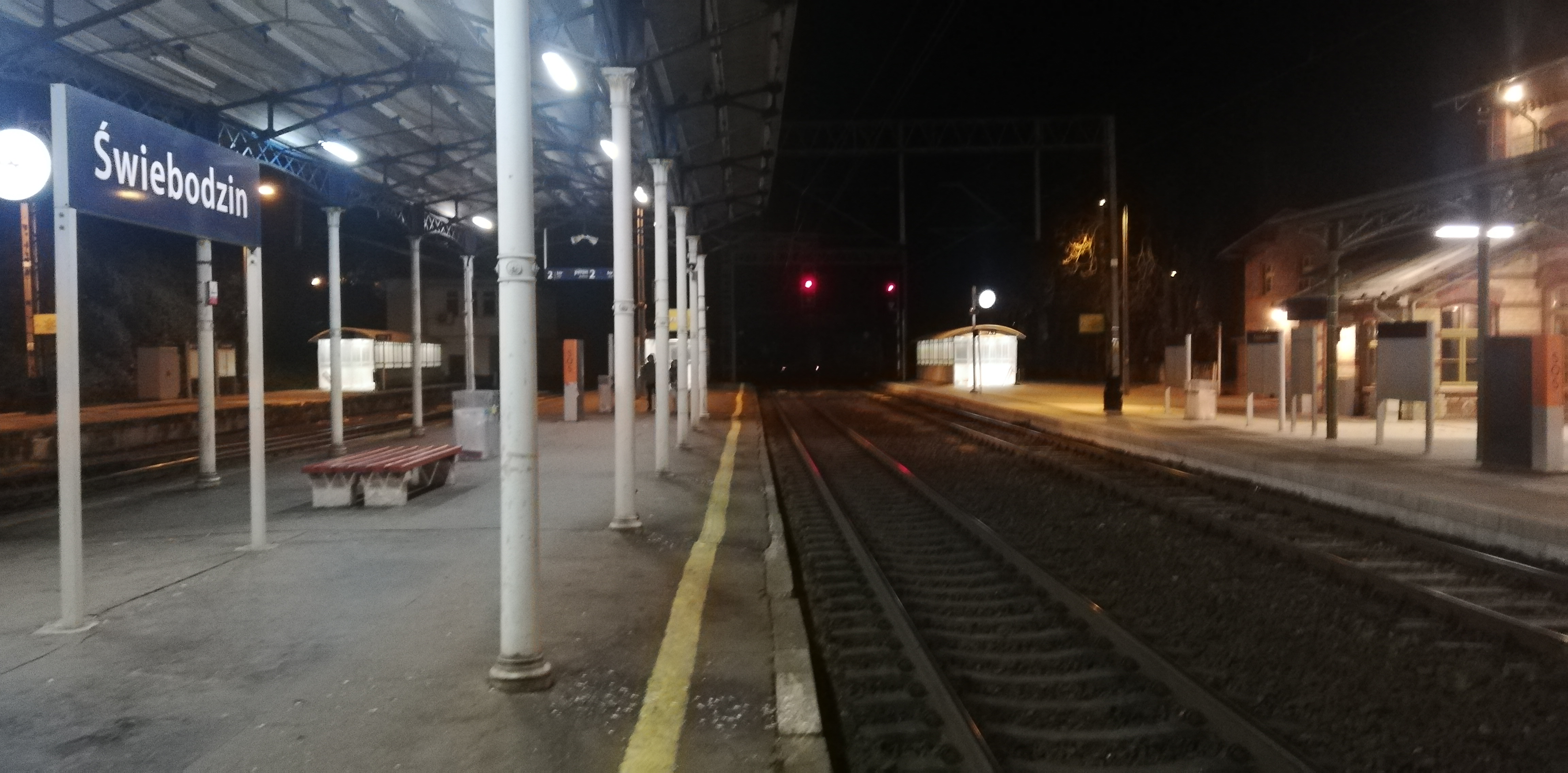
Bahnsteig 2 Gleis 1 am Bahnhof Świebodzin bei Nacht, Nov 2024